# الهباطات (أولاد المامون)
الهباطات هو دُوَّار يقع بجماعة ريمة، إقليم سطات، جهة الدار البيضاء سطات في المملكة المغربية. ينتمي الدوّار لمشيخة أولاد المامون التي تضم 4 دواوير. يقدر عدد سكانه بـ 697 نسمة حسب الإحصاء الرسمي للسكان والسكنى لسنة 2004.

## روابط خارجية
- البوابة الوطنية للجماعات الترابية
- المندوبية السامية للتخطيط